# Kiepe Electric
Kiepe Electric GmbH (früher Vossloh Kiepe) mit Hauptsitz in Düsseldorf ist ein weltweit tätiger Anbieter elektrischer Systeme und Komponenten für Schienenfahrzeug- und Bushersteller. Für E-Busse bietet Kiepe skalierbare Komponenten für batterie-elektrische Busse sowie für Oberleitungsbusse mit IMC-Technologie an. Das Unternehmen betreut zahlreiche ÖPNV-Betriebe als Service-Dienstleister bei Wartung, Ersatzteilen und Obsoleszenzmanagement. Ein weiteres Standbein sind Modernisierungen und Retrofit-Lösungen für Bahnen und Busse sowie Ladesysteme für ÖPNV-Betriebe.

## Geschichte

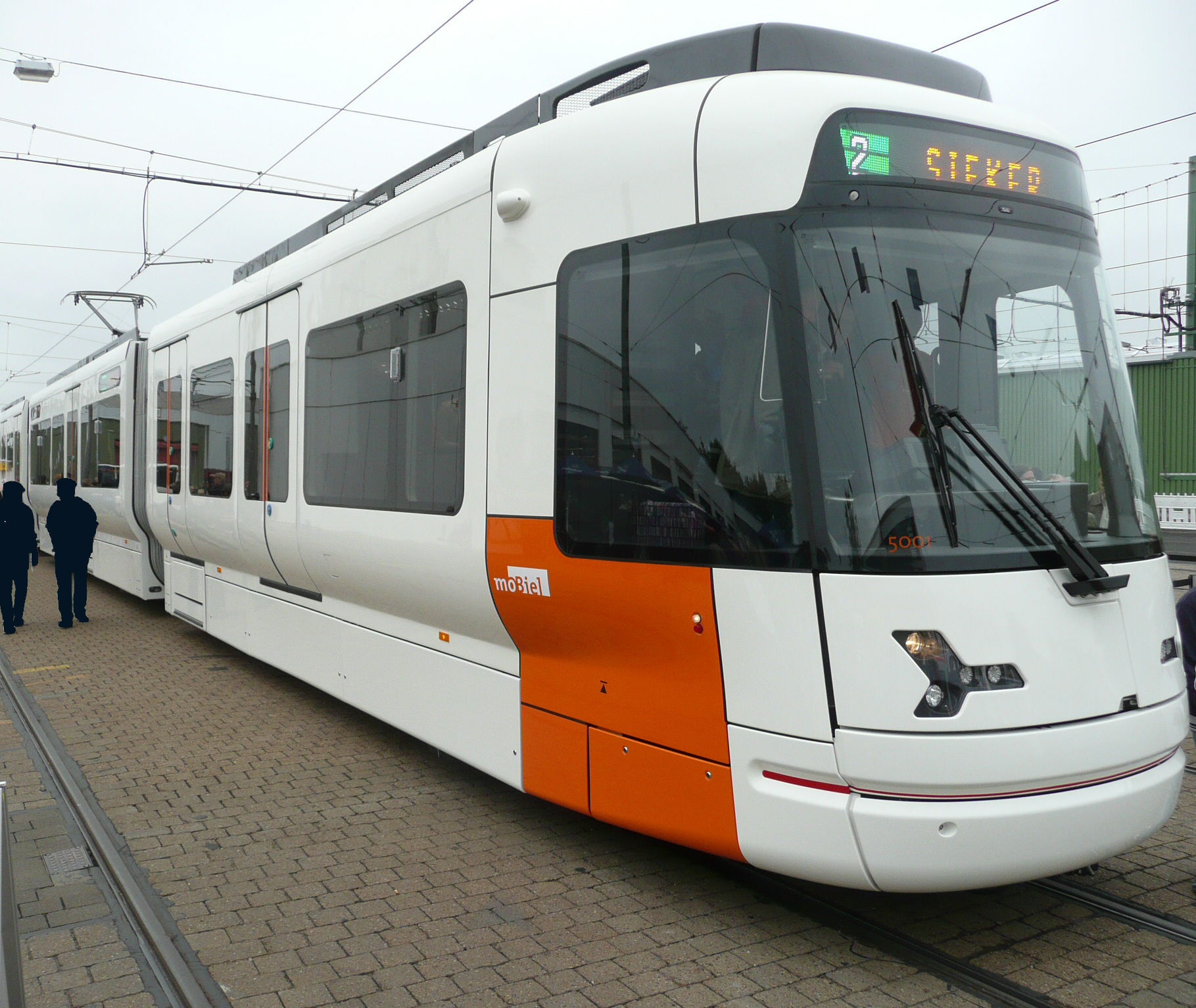
Bielefelder Stadtbahnzug GTZ8-B, hergestellt in Zusammenarbeit mit HeiterBlick

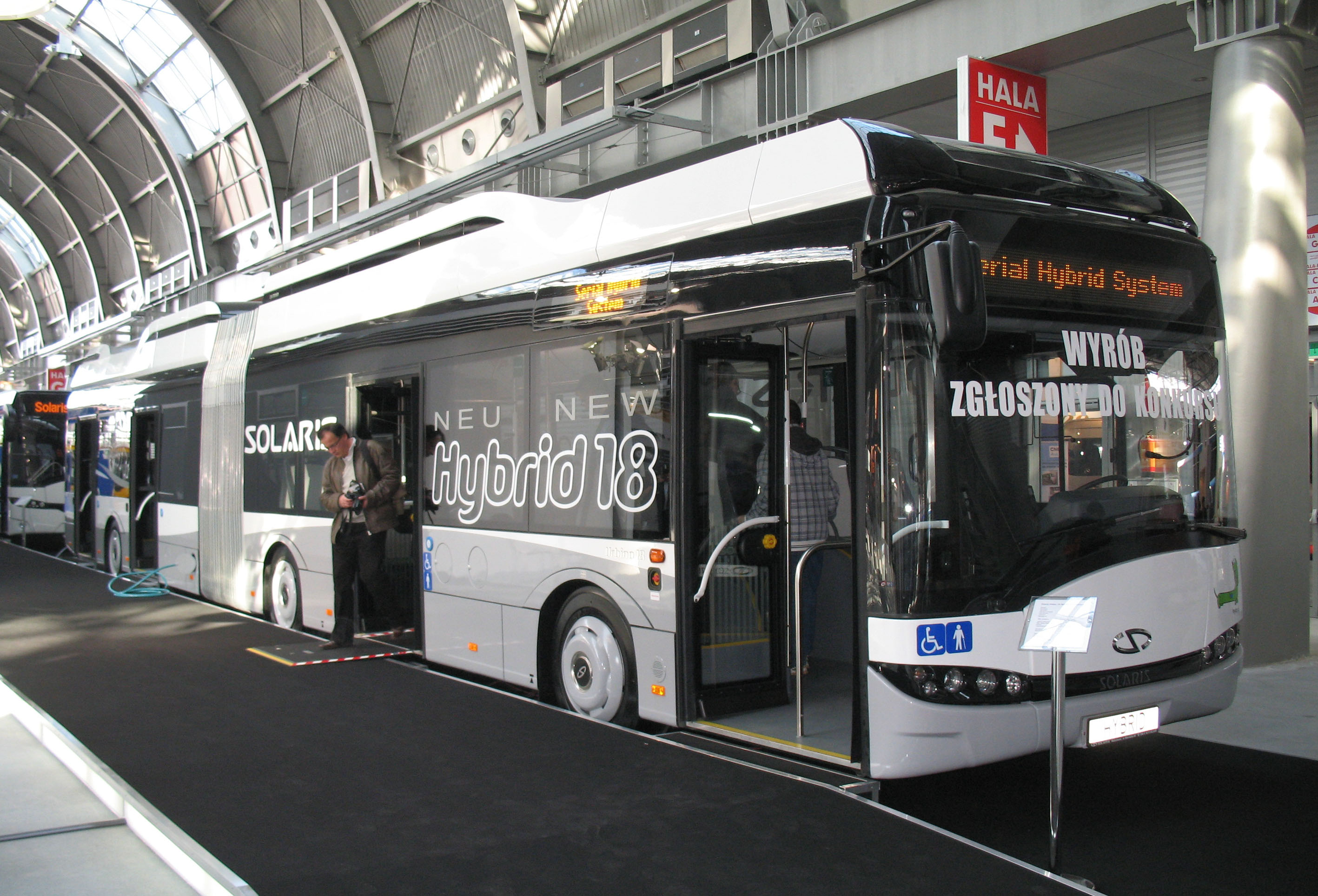
Von Kiepe Electric elektrisch ausgerüsteter Hybridbus Solaris Urbino 18 Hybrid

Am 30. September 1906 gründete Theodor Kiepe in der Stadtmitte Düsseldorfs eine Reparaturwerkstätte für elektrische Bogenlampen. 1922 erwarb der Gründer einen neuen Gebäudekomplex in Düsseldorf-Hassels, zu dem auch eine sogenannte Gelbgießerei gehört. Noch heute befindet sich dort der Unternehmenssitz. Der jüngere Sohn Helmut Kiepe trat 1933 in das Unternehmen ein und unterstützte nach gründlicher Ausbildung den Vater bei der Leitung des Stammhauses.
In den 1940er Jahren wurde das erste Tochterunternehmen, der Zweigbetrieb Wunstorf, gegründet. 1950 erfolgte erstmals die Konzentration auf die elektrische Ausrüstung für Oberleitungsbusse. Mitte der 1950er Jahre umfasste das Fertigungsprogramm auch die elektrische Ausrüstung für Paketwagen der Deutschen Bundespost sowie Elektrokarren für die Industrie und verschiedene Transportwagen. 1951 verstarb Theodor Kiepe im Alter von 74 Jahren. Daraufhin übernahm sein Sohn Helmut die Geschäftsführung allein. 1959 wurde das Tochterunternehmen Kiepe Bahn und Kran Electric Gesellschaft m.b.H. in Wien gegründet, das bis heute existent ist.
Ab 1970 kam es zu ersten Entwicklungen von Gleichstromsteller-Antrieben. 67 Jahre nach der Firmengründung ging die Ära als Familienunternehmen zu Ende. Aufgrund der schlechten Wettbewerbsfähigkeit war das Unternehmen gezwungen, 1973 einen Vertrag mit dem belgischen Unternehmen Ateliers de Constructions Électriques de Charleroi (ACEC) abzuschließen. Helmut Kiepe schied daraufhin aus dem Unternehmen aus. Zu der Zeit war Kiepe unter dem Namen Kiepe Elektrik GmbH im Unternehmensregister eingetragen.
1988 wechselte das Unternehmen den Besitzer und GEC Alsthom erwarb Kiepe. 1993 kaufte die AEG das Unternehmen. 1994 erfolgte der Einstieg in die IGBT-Technologie. Von 1996 bis 2002 gehörte Kiepe zur Schaltbau Holding. 2002 erwarb Vossloh Kiepe Elektrik, woraufhin das Unternehmen 2003 in Vossloh Kiepe umbenannt wurde. Im Dezember 2016 erfolgte der Verkauf aufgrund einer Fokussierung des Vossloh-Konzerns auf die Eisenbahninfrastruktur; Käufer war der Münchner Konzern Knorr-Bremse. Anfang Februar 2024 wurde Kiepe Electric von der Berliner Heramba GmbH übernommen und ist nun als eigenständiges, mittelständisches Unternehmen tätig.

## Unternehmensstruktur
Kiepe Electric GmbH ist Mitglied des UITP, ZVEI, VdB und VDE. Zu den Tochtergesellschaften des Unternehmens zählen
- Kiepe Electric Ges.m.b.H., Wien (Österreich),
- Kiepe Electric Schweiz AG, Niederbuchsiten (Schweiz),
- Kiepe Electric S.r.l., Mailand (Italien),
- Kiepe Electric Corporation, Vancouver (Kanada),
- Kiepe Electric LLC, Alpharetta (USA).

## Geschäftsfelder
Kiepe Electric und ihre Niederlassungen sind in folgenden Geschäftsfeldern tätig: 

### Rail
- Entwicklung und Produktion von elektrischen Systemen und Komponenten für Schienenfahrzeuge.
- Beispiele: Straßenbahnen, U-Bahnen, Lokomotiven mit Hybrid-Antrieb[6], batteriebetriebene Bahnen[7]

### E-Mobility
- Lösungen für ÖPNV-Busse von 12 bis 36 Meter Länge und High-Power Charging
- Beispiele: batterie-betriebene 24-Meter Doppelgelenksbusse, 18-Meter Oberleitungsbusse mit In Motion Charging Technologie (Trolleybusse)[8]

### Charging Infrastructure
- Entwicklung und Implementierung von Ladesystemen in Betriebsgebäuden des öffentlichen Personennahverkehrs
- Beispiele: Depot-Ladestationen, Hochleistungsladestationen entlang der Route.[9]

### Modernization
- Modernisierung und Nachrüstung bestehender Fahrzeuge.
- Beispiele: Austausch von Traktionssystemen, Bordstromsystemen, u. v. m. in Schwerin, Chicago[10], Melburne, Dortmund

### Service/After Sales
- Wartung und Service über den gesamten Lebenszyklus der Fahrzeuge.
- Beispiele: Instandhaltung, Obsoleszenzmanagement[11]

### Industrie
- Herstellung von Produkten für die Überwachung und Steuerung von Förderbändern.
- Beispiele: Seilzugnotschalter, Schieflaufschalter, Endschalter, Drehzahlüberwachung, Becherwerksüberwachung, Gurtüberwachung[12]

## Verlinkungen
- Helmut Kiepe: Persönliche Aufzeichnungen zur Geschichte des Unternehmens. Monschau/Eifel 2006.
- Theodor Kiepe (Hrsg.): 50 Jahre Theodor Kiepe. Düsseldorf 1956.
- Carsten Kossow, Dieter Larraß: 100 Jahre Kiepe – Innovation, die bewegt. Düsseldorf 2006.